# Нетера
„Нетера“ е българска компания, доставчик на телекомуникационни услуги. 
Компанията е основана през 1996 г. като първия частен интернет доставчик в България. Компанията изгражда една от първите независими наземни станции за сателитни услуги в България. Впоследствие се насочва към предоставянето на линии под наем в Централна и Източна Европа. Нетера изгражда и първия независим център за данни в Югоизточна Европа – Sofia Data Center. Изгражда първата онлайн платформа за телевизия за българи в чужбина – Neterra.TV, както и Neterra.Cloud – NVMe облачни сървъри и физически сървъри под наем.
Предоставя услуги в над 180 държави, включително САЩ, Бразилия, Сърбия, Турция и държави членки на Европейския съюз.
Към 2023 г. има над 200 точки на присъствие по целия свят, опорна мрежа в над 65 страни на 6 континента, 4 собствени центъра за данни. 

## История
1996 г.
- Нетера е основана от Невен Дилков.[6][7]

1997 г.
- Нетера става наземен оператор на следните сателитни компании – Loral Skynet, Telespazio, KB Impuls Hellas, Triaton.

2000 г.
- Компанията започва изграждането на София Телепорт[8] и го завършва окончателно през 2001 г. София Телепорт е неутрален от оператора център за данни . Свързан е с всички съществуващи телекомуникационни мрежи в България, както и международните оператори BT, GTS, Telecom Austria,[9] Verizon Business и др.[10]

2003 г.
- Нетера е първият български телекомуникационен оператор, който създава международна взаимосвързаност и " точка на присъствие " във Франкфурт, Германия . Към този момент компанията управлява приблизително 1/3 от целия интернет трафик в България.[11]

2004 г.
- Нетера завършва своята национална мрежа за пренос на данни. Достига до граничните пунктове с Румъния, Турция и Гърция .
- Нетера започва разработването на ИТ проект, наречен Нетера ТВ, интернет телевизия, която позволява на българите по света да гледат българска телевизия и филми.[12] В момента повече от 300 000 регистрирани потребители в различни географски точки гледат Neterra.TV.[13]

2006 г.
- Нетера е избрана за партньор на British Telecom в България. Комуникационният център на Нетера стана PoP No.100 в глобалната IP мрежа на BT. За 20 години BT успява да разшири своята MPLS мрежа в страните от Централна и Източна Европа, Русия и ОНД (Общност на независимите държави).[14]
- Завършен е авторският проект Neterra.TV за интернет телевизия и телевизия в LAN .
- Нетера възлага първия етап от най-големия си проект за изграждане на оптична мрежа през България, която свързва европейските и азиатските опорни точки – Balkan Fiber Optic Ring (BFOR).

2007 г.
- В началото на 2007 г. Нетера завършва проект за прекарване на оптичен кабел през река Дунав. Проектът свързва българския град Русе с румънския град Гергево и включва фиброоптика между Телеком Център Русе на Нетера и румънските доставчици на услуги през водната граница между двете страни. Поставени са няколко оптични влакна за по-голяма надеждност. Технологията на полагане и защита на оптичните влакна е уникална и е разработена специално за проекта.
- Нетера е избрана за точка на присъствие на Verizon за Централна и Източна Европа .
- British Telecom идва в София и решава да разположи Point-of-Presence в Neterra.

2008 г.
- През март Нетера завършва изграждането на собствена оптична мрежа с рингова топология в България. Сега точките на присъствие на Нетера са повече от 30.[15][16] Проектът, стартирал през декември 2004 г., е първата „зелена“ инвестиция в областта на телекомуникациите в България, специално предназначена да обслужва международния транзитен пазар между Европа и Азия . Целта на проекта е изграждане на нова телекомуникационна инфраструктура на Балканския полуостров, която да се управлява от едно място и да предлага надеждни услуги на международните оператори, използвайки транзитен трафик през Балканите. В българския си участък кабелната система преминава директно между градовете Русе и Свиленград по възможно най-краткия маршрут. Той свързва три граници на България – Румъния на север и Турция и Гърция на юг. Нетера предлага телекомуникационни услуги между Европа и Азия, които включват SDH услуги (nx 64 kbit/s до STM-16) и Ethernet от операторски клас (до nx 10 Gbit/s).[17]

2009 г.
- София Телепорт е сателитна наземна станция в региона, която излъчва на сателита Astra 2C, на 31.5°E.[19]
- BIX.BG – Първата българска точка за интернет обмен избира „Софийски дейта център“ на Нетера за своето оборудване.[20]
- Нетера стартира IPTV услугата QUARTO в сътрудничество с най-големия български мобилен оператор – Мтел.[21]
- Пълната модулна IPTV инфраструктурна система на Нетера е основно взаимосвързана система, където видео съдържанието се получава, подготвя, кодира, съхранява и предава на партньора както на живо, така и при поискване. Той е пълен със статистически модул (метрики за зрители), модули за фактуриране и плащане.

2010 г.
- Нетера има точка за достъп в Париж в дейта център Equinix Telehouse Paris 2, както и в Амстердам в дейта център InterXion.

2011 г.
- Нетера стартира новото си съоръжение за колокация Sofia Data Center (SDC) – най-новия в региона и единствения, проектиран за дейта център през последните 15 години. Няколко месеца по-късно SDC е номиниран за нов дейта център на European Data Center Awards 2011 и печели специалната награда на журито на ICT Summit Eurasia Awards 2011.

2012 г.
- Нетера заедно с още 8 организации учреждава Българска хранителна банка с основна цел – събиране на дарените храни в съответствие със стандартите за безопасност.
- Стартира Cloudware, облачната платформа на Нетера от тип IaaS.

2013 г.
- Нетера в партньорство с Telenor стартира „W1“, платформа за сателитни телевизионни услуги, която позволява на операторите да доставят DTH услуги на крайни потребители. Нетера става дистрибутор на услугите на DE-CIX в България и дава възможност на новите членове лесно да се свързват с интернет обменната точка във Франкфурт. Cloudware, облачната платформа Нетера печели наградата в категорията за стартиращ бизнес на Forbes E-volution Awards.

2014 г.
- Нетера обявява услуги за защита от DDoS.

- Компанията представя първото White Label DTH решение и в сътрудничество с Африканската кабелна телевизия (ACTV), услугата стартира в Нигерия.

2015 г.
- Нетера представя Playout-as-a-service и Digital Headend платформата.
- Компанията отваря втора точка на присъствие във Франкфурт – InterXion Frankfurt4, и още една в Атина в центъра за данни MedNautilius.

2016 г.
- За своята 20-та годишнина Нетера се ребрандира и организира Neterra Lab – публично събитие с участието на международни партньори.
- Нетера обявява новата платформа за управление на автопарк и за оптимизиране на оперативните разходи NetFleet.
- Cloudware въвежда 24/7 IT услуги.
- Neterra.TV отбелязва своята 10-годишнина като предпочитана интернет телевизия за българите в чужбина.

2017 г.
- Нетера представя Managed Services и добавя към своето портфолио myNeterra – онлайн портал за услуги за мониторинг.
- Обявява услуги за криптовалути и блокчейн технология.
- Компанията навлиза на корпоративния пазар в Хърватия и добавя точка на присъствие в Загреб – Altus DC.

2018 г.
- Нетера изгражда първия Data Center Park в Източна Европа – SDC Stolnik.
- Нетера осигурява DDoS защита за Българското председателство на Съвета на ЕС.
- Основателят на компанията Невен Дилков става член на Борда на директорите на Асоциацията на европейските конкурентни телекомуникации – ECTA.

2019 г.
- Първата система за сателитно проследяване LEO в България.
- Нетера е обявена за най-добра дигитална компания в България от Европейските бизнес награди.
- Управителят на компанията Невен Дилков влиза в Обществения съвет към МТИТС за управление на домейн .bg.

2020 г.
- Разширява мрежата си с доставка на услуги в Азия и Южна Америка. Модернизирани PoPs в Европа и САЩ.
- Джордж Шлосарек се присъединява като неизпълнителен директор на Neterra Group и член на борда.

2021 г.
- Невен Дилков, основател и главен изпълнителен директор на Нетера, става председател на борда на директорите на Европейската асоциация за конкурентни телекомуникации, ecta.
- Cloudware става Neterra.Cloud.

2022 г.
- Нетера открива втори дейта център София, който е четвъртият такъв за компанията
- Нетера пуска нова, 5 пъти по-бърза облачна платформа
- Нетера пуска нова оптична метро мрежа в София, столицата на България

2023 г.
- Невен Дилков, основател и главен изпълнителен директор на Нетера, е в Power 100 на най-влиятелните телеком личности в света
- Нетера е „Най-добрият телеком оператор в Централна и Източна Европа“ на Global Carrier Awards
- Нетера обявява програма за насърчаване на стартиращи фирми
- Невен Дилков стана член на Глобалния форум на лидерите (GLF)